# GUTS !
『GUTS !』（ガッツ）は、日本の男性アイドルグループ・嵐の通算43枚目となるシングル。2014年4月30日にジェイ・ストームから発売された。

## 解説
本作は、通常盤と初回限定盤があり初回限定盤には、「GUTS!」のビデオクリップを収録されたDVDと12ページの歌詞ブックレットが封入されている。

## チャート成績
「GUTS!」のシングルCDは、2014年5月12日付オリコン週間シングルチャートにおいて初登場で1位にランクインした。週間チャートにおける嵐のシングルの1位獲得は「PIKA★★NCHI DOUBLE」から32作連続、通算39作目となった。初動売上は約50.1万枚となり、累計売上は60.1万枚。この週までの週間チャートにおける嵐のシングルの総売上が2000万枚を突破した。男性アーティストによるシングル総売上2000万枚突破は、B'z、Mr.Children、SMAP、GLAYに次ぐ史上5組目である。
2014年Billboard Japan年間ランキングにおいて1位となった。

## 収録曲
ジェイ・ストームの公式サイトにおける紹介ページをもとに記述。

### CD

#### 通常盤
1. GUTS!
作詞：eltvo, s-Tnk
作曲：SAKRA
編曲：石塚知生
  - 二宮和也主演 日本テレビ系土曜ドラマ『弱くても勝てます 〜青志先生とへっぽこ高校球児の野望〜』主題歌であり、前作に続いて、10作連続のドラマ主題歌である。[7]
  - 中日ドラゴンズ、松葉貴大の登板時の選手登場曲（2014年 - ）[8]
2. 君が笑えるように
作詞：KOSH, Macoto56
作曲：KOSH
編曲：ha-j
3. Love Wonderland
作詞：AKIRA
作曲・編曲：AKIRA, U-TA
4. GUTS!（オリジナル・カラオケ）
5. 君が笑えるように（オリジナル・カラオケ）
6. Love Wonderland（オリジナル・カラオケ）

#### 初回限定盤
1. GUTS!
2. Fly
作詞：HYDRANT、作曲：YASUSHI WATANABE、編曲：吉岡たく
3. Fly（オリジナル・カラオケ）

### DVD
※初回限定盤のみ
1. 「GUTS!」ビデオ・クリップ

PVの監督は、「WISH」「アオゾラペダル」「Happiness」「Everything」を手掛けた直。

## 収録アルバム
- THE DIGITALIAN（#1）
- 5×20 All the BEST!! 1999-2019（#1）
- ウラ嵐BEST 2012-2015（初回限定盤#2, 通常盤#2, 3）

## 映像作品
GUTS!
- ARASHI BLAST in Hawaii
- ARASHI LIVE TOUR 2014 THE DIGITALIAN
- ARASHI BLAST in Miyagi
- ARASHI LIVE TOUR 2015 Japonism
- ARASHI LIVE TOUR 2017-2018 「untitled」
- ARASHI Anniversary Tour 5×20
- This is 嵐 LIVE 2020.12.31

Love Wonderland
- ARASHI LIVE TOUR 2014 THE DIGITALIAN